# Groupe de Steinberg (K-théorie)
Pour l’article homonyme, voir Groupe de Steinberg (théorie de Lie).
Dans le domaine mathématique de la K-théorie algébrique, le groupe de Steinberg St(A) d'un anneau unitaire A est un groupe défini par générateurs et relations, à partir de certaines relations vérifiées par les matrices élémentaires de transvections. Il est nommé d'après Robert Steinberg et est relié aux premiers groupes de K-théorie, en particulier K2 et K3.

## Relations de Steinberg
Les matrices élémentaires de transvections epq(λ) pour p ≠ q — avec des 1 sur la diagonale, un coefficient λ en position (p, q), et des 0 partout ailleurs — vérifient les relations suivantes, appelées relations de Steinberg :
Le groupe de Steinberg « stable » St(A) est défini par les générateurs xij(λ) (i, j ∈ ℕ*, i ≠ j, λ ∈ A), soumis à ces relations. C'est la limite inductive des groupes de Steinberg « non stables » Stn(A), définis de même mais pour i, j ≤ n. 
Le groupe général linéaire « stable » GL(A) est défini comme la réunion croissante des GL(n, A), via l'identification de toute matrice carrée M de taille n à la matrice diagonale par blocs diag(M, 1), de taille n + 1. Par construction, il existe un unique morphisme de groupes φ : St(A) → GL(A) qui envoie les xij(λ) sur les eij(λ). 
D'après le lemme de Whitehead, l'image de φ est le groupe dérivé de GL(A), c'est-à-dire que les matrices élémentaires de transvections engendrent, dans GL(A), le même sous-groupe que les commutateurs. Ce sous-groupe est noté E(A).

## Liens avec la K-théorie

### K1
Le groupe K1(A) est défini comme l'abélianisé de GL(A), c'est-à-dire le quotient de GL(A) par son sous-groupe dérivé E(A). Autrement dit, c'est le conoyau de φ.

### K2
Milnor, a défini K2(A) comme le centre de St(A).
C'est aussi le noyau du morphisme φ : St(A) → GL(A), de sorte qu'on a une suite exacte
Cette suite est en fait l'extension centrale universelle du groupe parfait E(A). Autrement dit, K2(A) est le multiplicateur de Schur de E(A). Il s'écrit donc aussi comme un groupe d'homologie : K2(A) = H2(E(A), ℤ).

### K3
Gersten a démontré que K3(A) = H3(St(A), ℤ).